# Kung Lao
Kung Lao (chino: 功 老; pinyin: Kōnglăo) es un personaje ficticio de la serie de videojuegos de lucha Mortal Kombat. Presentado como un personaje jugable en la segunda entrega de la serie Mortal Kombat II en 1993. Es un monje Shaolin y un miembro de la Sociedad del Loto Blanco que se encuentra a la sombra de su antepasado, el Gran Kung Lao. Kung Lao es el mejor amigo de Liu Kang y juntos fueron los personajes principales del juego spin-off Mortal Kombat Shaolin Monks. Obtuvo una popularidad considerable y una recepción crítica favorable, en gran parte debido a su famoso sombrero que también funciona como arma.
Kung Lao es un monje shaolin, descendiente de otro Kung Lao llamado el Gran Kung Lao, el antiguo campeón del torneo Mortal Kombat, quien fue derrotado hace 500 años por Goro. Kung Lao es miembro de la Sociedad del Loto Blanco de la cual también es miembro Liu Kang su mejor amigo. 
Antes de los sucesos del primer Mortal Kombat, Liu Kang derrotó a Kung Lao en un torneo organizado por el Loto Blanco en donde se decidió el representante de los Shaolin y de La Tierra para el torneo.
Tras los hechos de Mortal Kombat 11 y la manipulación del tiempo por parte de Kronika existen dos Kung Lao coexistiendo en una misma línea temporal, el primero es el Kung Lao Retornado aliado de Kronika, mientras que el segundo es el Kung Lao del pasado, que lucha al lado de los guerreros de La Tierra y de la paz en los reinos.

## Técnicas
- Teletransportación
- Hat Throw (Lanzamiento de sombrero)
- Whirlwind Kick (Patada de Remolino)
- Aura Spinning Shield (Escudo Giratorio de Aura)
- Dive Kick (Patada en Picada)
- Air Kick  (Patada aérea)

## Fatalities
- Body Slice: Kung Lao parte en dos a su oponente, de forma vertical. (MKII, MK:SM)
- Hat Decapitation: Kung Lao lanza su sombrero, decapitando al enemigo. (MKII, MKT, MKG, MK9)
- Hat Trick: Kung Lao parte en pedazos con su sombrero al oponente.(MK3, UMK3, MKT, MKG)
- Tornado: Kung Lao gira violentamente como un tornado, provocando una fuerte explosión. (MK3, UMK3, MKT, MK:SM)
- Hat Control (Brutality): Kung-Lao enfurece, toma su sombrero en mano y comienza a desgarrar a sus oponentes (MK:SM)
- Muchos otros son vistos en Mortal Kombat: Shaolin Monks, que son variantes de las antes nombradas.
- Buzzsaw: Kung Lao arroja su oponente al suelo y su sombrero lo coloca en forma de sierra, arrastrando al oponente y partiéndolo en dos. (MK9, Mortal Kombat: Shaolin monks)
- Headache: Kung Lao le inserta el sombrero en la frente del oponente y la pica por la mitad (MKII).
- Arm cunter: Kung Lao usa su sombrero para cortarle los brazos al oponente, lo usó contra Kintaro en MK2.

## Roles en los juegos

### Mortal Kombat II

#### Biografía
Un monje Shaolin miembro de la White Lotus Society, es el último descendiente del Gran Kung Lao quien fue derrotado por Goro hace 500 años, permitiendo que el Gran Torneo cayera en manos de Shang Tsung. Al darse cuenta de la amenazas del Outworld se une a Liu Kang en el Torneo de Shao Kahn.

#### Movimientos Especiales
- Escudo: Un giro mediante el cual ningún oponente puede hacer uso de sus movimientos, pues se regresaran.
- Sombrero de Luz: Toma su sombrero en mano y lo lanza, el aura que rodea al sombrero derribara al oponente.
- Teletransportación: Una ráfaga por la cual su cuerpo desaparece por debajo del suelo y en otro extremo aparece por medio del mismo método.
- Giro de Revolución: Especie de vuelo por la cual con múltiples giros deambula por el aire con un grito personal, el impacto recaera en el rostro del oponente.

#### Fatality
- Decapitación de Sombrero: Toma su sombrero en mano y lo lanza, el aura que rodea el sombrero termina decapitando al oponente, dejando caer su cuerpo con un flujo de sangre.
- Corte de Mitad de Cuerpo: Tomando su sombrero en mano, el aura recubriéndolo, a poca distancia del oponente, en un rápido resplandor rebana el cuerpo en dos, ambas partes caen y la sangre fluye sin cesar.
- Friendship: Tomando el sombrero en mano, introduce su mano y saca a un conejo, el cual lo deja libre.
- Babality: Un bebé de rasgos orientales, con un sombrero, lleva puesta la capucha y acompañado de un pañal.

#### Fínal
Un monje Shaolin junto a Liu Kang, Kung Lao también lamentaba la pérdida de sus hermanos Shaolin. Él se da cuenta de que su último destino está dentro de los oscuros territorios del Outworld. Él derrota a sus oponentes del Outworld hasta que se convierte en el Campeón Supremo. Con su fuerza y espíritu alineados finalmente venga la muerte de su ancestro. Pero su verdadera meta se encuentra más adelante.

### Mortal Kombat 3/Ultimate Mortal Kombat 3/Mortal Kombat Trilogy

#### Biografía
Después de vengar la muerte de su gran ancestro y emergiendo victorioso sobre todos los oponentes del Outworld, Kung Lao regresa a Earhtrealm para entrenar una nueva generación de Shaolin al lado del Liu Kang. Pero los verdaderos retos de Lao se encuentran más adelante, peleando por aquellos que no pueden defenderse a sí mismos contra las ambiciones de Shao Kahn.

##### Habilitación
- Cuadro de selección de personaje: En Mortal Kombat Trilogy. Colocando el mando sobre el recuadro de Kung Lao presionar el botón Select abrirá sobre el mismo recuadro la imagen de Kung Lao en Mortal Kombat II, ambas caben ahí.

#### Movimientos Especiales
- Sombrero de Luz: Toma su sombrero en mano y lo lanza, el aura que rodea al sombrero derribara al oponente. Utilizado en Mortal Kombat Trilogy por la versión de Kung Lao en Mortal Kombat II.
- Giro de Detención: Un giro mediante el cual dispersa a cualquier oponente si se le acerca demasiado, el impacto enviara al oponente por lo alto.
- Teletransportación: Una ráfaga por la cual su cuerpo desaparece por debajo del suelo y en otro extremo aparece por medio del mismo método. Utilizado en Mortal Kombat Trilogy por la versión de Kung Lao en Mortal Kombat II.
- Golpe de Aparición: Ejecutando la teletransportación pero con un puño en el aíre, viene por debajo y golpea al oponente derribándolo.
- Escudo: Utilizado en Mortal Kombat Trilogy por la versión de Kung Lao en Mortal Kombat II. Un giro mediante el cual ningún oponente puede hacer uso de sus movimientos, pues se regresaran.
- Giro de Revolución: Utilizado en Mortal Kombat Trilogy por la versión de Kung Lao en Mortal Kombat II. Especie de vuelo por la cual con múltiples giros deambula por el aire con un grito personal, el impacto recaera en el rostro del oponente.

#### Fatality
- Triple Corte de Sombrero: Tomando su sombrero en mano y lanzándolo recubierto de un aura lo decapita, regresa cortándole el torso y por último le corta las piernas regresando a las manos del dueño.
- Remolino: Mediante un giro que realiza, puede provocar una gran atracción que acerca al oponente y tomándolo lo despedaza en restos y charcos de sangre.
- Corte de Mitad de Cuerpo: Utilizado en Mortal Kombat Trilogy por la versión de Kung Lao en Mortal Kombat II. Tomando su sombrero en mano, el aura recubriéndolo, a poca distancia del oponente, en un rápido resplandor devana el cuerpo en dos, ambas partes caen y la sangre fluye sin cesar.
- Friendship: Tomando el sombrero en mano lo lanza y con un silbido llama un perro para que lo persiga, pero el perro muere al tomar el sombrero y él mueve la cabeza en una negativa. Utilizado en Mortal Kombat Trilogy por la versión de Kung Lao en Mortal Kombat II pero Tomando el sombrero en mano, introduce su mano y saca a un conejo, el cual lo deja libre.
- Babality: Un bebé de rasgos orientales, con un sombrero, lleva puesta la capucha y los pantalones con unas botas.Utilizado en Mortal Kombat Trilogy por la versión de Kung Lao en Mortal Kombat II.
- Animality: Transformación en un tigre de pardos fosforecentes, saltara sobre el oponente y devorara su interior y lo maguñara.
- Brutality: Utilizado desde UMK3.Combo de once golpes por el cual hace implosionar el cuerpo de su oponente en restos y charcos de sangre. Utilizado por la versión de Kung Lao en Mortal Kombat II en Mortal Kombat Trilogy.

#### Final
Cuando Shao Kahn invade la Tierra, Kung Lao tiene que dejar a un lado sus planes de reunir a la White Lotus Society y enfocarse en el nuevo Torneo. Él busca a Liu Kang y juntos pelean agresivamente contra las fuerzas de Shao Kahn. Usando los conocimientos que obtuvo de ser un monje Shaolin, él pelea en el nombre de su gran ancestro, el original Kung Lao. Él resulta victorioso pero sufre de graves heridas durante la batalla contra Kahn. Se cree que Kung Lao se unió a sus ancestros en una nueva vida.

### Mortal Kombat Gold

#### Biografía
Muchos creyeron que murió durante la batalla final contra Shao Kahn, y todos lo creyeron simplemente se había retirado a una vida pacífica en memoria de sus antepasados. Cuando sabe de lo sucedido de Edenia y de la reaparición de Goro, Kung Lao vuelve para desafiar al asesino de su ancestro.

#### Movimientos Especiales
- Sombrero de agua: Toma su sombrero en mano y lo lanza, el aura que rodea al sombrero derribara al oponente.
- Giro de Detención: Un giro mediante el cual dispersa a cualquier oponente si se le acerca demasiado, el impacto enviara al oponente por lo alto.
- Teletransportación: Una ráfaga por la cual su cuerpo desaparece por debajo del suelo y en otro extremo aparece por medio del mismo método. Utilizado en Mortal Kombat Trilogy por la versión de Kung Lao en Mortal Kombat II.
- Golpe de Aparición: Ejecutando la teletransportación pero con un puño en el aíre, viene por debajo y golpea al oponente derribándolo.

#### Arma
- Espada

#### Fatality
- Decapitación de Sombrero: Toma su sombrero en mano y lo lanza, el aura que rodea el sombrero termina decapitando al oponente, dejando caer su cuerpo con un flujo de sangre.
- Triple Corte de Sombrero: Tomando su sombrero en mano y lanzándolo recubierto de un aura lo decapita, regresa cortándole el torso y por último le corta las piernas regresando a las manos del dueño.

#### Final
Kitana residía en frente a su trono en La Tumba Mortal, ella dirigiéndose a Goro le habla Zanjemos definitivamente las disputas entre los Shokan y los Centauros en el Outworld, Goro mostrándose apacible mostró un gesto de sumisión y le hablo Estoy dispuesto a hacerlo siempre que los Centauros cumplan lo pactado, para cuando Goro se decidiera a marcharse, Kung Lao aparece por medio de La Teletransportación, desenfunda su sombrero y ejecuta un gran corte en el pecho de Goro, a lo que reponiéndose responde ¿Acaso eso es un intento de asesinato?, a lo que Kung Lao tomando una posición más serena le contesta Es un golpe ceremonial, como venganza por haber matado a mi ancestro, Goro escuchando le habla con Tu ancestro era un gran guerrero, pero si él hubiera vencido, probablemente ahora algún descendiente mio trataría de vengarse de ústed, Kung Lao comprendiendo y con saludo ceremonial estrecha su mano con Goro, Kung Lao finalmente dice Olvidemos nuestras diferencias.

### Mortal Kombat Deadly Aliance
Años después, ya de vuelta en su hogar de repente decide ir a entrenar y ve al cadáver de Liu Kang con el cuello roto en medio de la arena por lo que decide jurar que vengará su muerte, no importa quien haya sido y por tanto odio que sentía decidió abandonar a los shaolin hasta que vuelva a ser el mismo que era antes. Raiden junta a los guerreros del Earthrealm, incluyendo a Kung Lao, en el Outworld, donde les informa sobre una nueva amenaza: La Alianza Mortal, él les rebela que ellos mataron a Shao Kahn y, Shang Tsung, ayudado por Quan Chi asesinó a Liu Kang y consumió su alma. Entonces Kung Lao se da cuenta de que sus poderes y habilidades de lucha no son suficientes para derrotar a Shang Tsung. Decide ir a buscar al maestro del Outworld que le enseñó la patada voladora a Liu Kang, con la que derrotó a Shang Tsung hace unos cuantos años atrás, Bo' Rai Cho, que le enseña la misma patada pero mejorada. Entonces él marcha junto con los otros guerreros de la Tierra hacia el palacio de Shang Tsung, a luchar contra Shang Tsung, Quan Chi y a su horda tarkata. Él fue derrotado por Shang Tsung y su alma fue esclavizada luego por Onaga.
- Estilos de lucha: Kung Fu estilo Mantis, Shaolin Fist.
- Arma: Broadsword.
- Fatality: Kung Lao lanza su sombrero clavándolo en la cara del oponente, cuando este cae, Kung Lao camina hacia él y de un pisotón quita el sombrero de su cara y se lo coloca nuevamente.

### Mortal Kombat Shaolin Monks
Kung Lao en este juego junto a Liu Kang son los protagonistas. El juego se basa mayoritariamente en que Kung Lao y Liu Kang. Tienen que abrirse paso entre los distintos oponentes  (tarkatas, guerreros onis, guerreros de la fuerza del dragón rojo, los jefes etc) para llegar al malévolo hechicero Shang Tsung.
Ataques especiales: 
Teletransportación: ataque mediante el cual desaparece atravesando el piso cubierto de aura y aparece cerca del oponente para atacar.
Lanzamiento de sombrero: en este ataque el nombre lo dice todo, Kung Lao lanza el sombrero recubierto de aura y esto derriba al oponente.
Torbellino: Kung Lao gira envuelto de aura y manda al oponente a volar por los cielos.
Fatalitys:
Body slice: usa su sombrero para partir al oponente a la mitad.

### Mortal Kombat Deception
En este juego, Kung Lao aparece como un cameo en el modo Konquest".
Cuando fue liberado por el espíritu de Liu Kang y por Ermac él volvió a la vida de un shaolin al saber que Shang Tsung ya estaba muerto. Él fue contactado por Fujin para detener a Raiden, que se había vuelto malvado, y al cuerpo de Liu Kang, que fue revivido por Raiden y que su espíritu no lo pudo encontrar todavía. En aquella oportunidad invitó a Fujin a una reunión promovida por Johnny Cage para avisarles sobre la vuelta de Shinnok y los hermanos Taven y Daegon.

### Mortal Kombat Armageddon
En la batalla del armageddon por el poder de Blaze se une a las fuerzas de la luz luchando contra Baraka a quien aparentemente asesina con su sombrero eso muestra en la intro de Mortal Kombat 9 y también se le ve muerto de manera desconocida atrapado por las manos infernales de Shinnok.
- Estilo de lucha: Shaolin Fist
- Arma: Broadsword
- Traje principal: Traje principal de MKDA, que a la vez es el traje de MK2
- Traje alternativo: Traje alternativo de MKDA

- Ending

El poder liberado en la destrucción de Blaze abrió un portal y Kung Lao se encontró en la Tierra cientos de años en el pasado. Su ancestro le permitió entrar al torneo en su lugar. Kung Lao derrotó a Goro y se convirtió en leyenda. Como resultado, Liu Kang nunca compitió y su rivalidad con Kung Lao nunca surgió

### Mortal Kombat 9
En la nueva línea argumental que presenta Mortal Kombat 9 (o 2011), en el regreso al pasado hecho por Raiden, se ve por segunda vez a Kung Lao en una visión que recibe Raiden, que es de Kung Lao luchando contra Baraka (evento de MKII), mientras mira a un guardia enmascarado, entonces se acerca y le dice que sabe quien es, justo cuando Scorpion pide nuevamente luchar contra Sub-Zero, pero Shang Tsung pregunta si hay otro retador, a lo que Kung Lao, luego de decirle unas palabras a Raiden, se va desvistiendo, quedando con su uniforme de pelea, con la atónita mirada de Liu Kang, sorprendido luego de verlo nuevamente. Kung Lao lucha con Scorpion pero pierde, con consecuencia un regaño de Raiden, mientras es ayudado por él y por Liu Kang. Luego se lo ve distintas veces, pero sin una gran participación, solo en charlas, o felicitando a Liu Kang por ganar.
Luego, cuando ya Raiden y sus paladines viajaron a Outworld por el torneo, Raiden revela a Johnny Cage que le ha encargado algo a Liu Kang y a Kung Lao. Se lo ve devuelta junto con Raiden, Liu Kang, Johnny Cage y Smoke, mientras se encuentran a Jade, que les informa que Kitana será ejecutada, entonces Raiden manda a Kung Lao y a Liu Kang a que la rescaten. Ellos van, la encuentran, una vez allí, Kung Lao pelea con Noob, mientras Liu Kang pelea con Sheeva, Kung Lao vence a Noob, pero Liu Kang tiene problemas para derrotar a Sheeva, cuando va a ayudar a su amigo, es sorprendido por Goro, pelean y nuevamente vence Kung Lao, una vez derrotada Sheeva por Liu Kang, le preguntan a Goro por la ubicación de Kitana, ya que no está más ahí, él les da la ubicación, pero Liu Kang no le cree y le pisa la cabeza. Ya en el coliseo, encuentran a Kitana encadenada, entonces, Liu Kang va a liberarla, mientras Kung Lao comienza a enfrentarse con Shang Tsung y Quan Chi. Una vez estos son derrotados, aparece Kintaro, el reto final. Kung Lao vence fácilmente a Kintaro y, con Kitana ya libre, Kung Lao se proclama campeón del torneo, sacándose el sombrero, haciendo unas reverencias y diciendo unas palabras, muy contento, mientras que Raiden no estaba seguro de que él ganaría, mientras aplauden él y todos los demás amigos y compañeros de Kung Lao. Pero el Emperador Shao Khan, viene de atrás y le rompe muy rápidamente el cuello a Kung Lao, que ni siquiera lo había visto, muriendo en el acto. La última vez que se lo ve es como un zombi bajo las órdenes de Quan Chi, que le ordena que ataque a Raiden junto con otros zombis, fallando en la misión.

#### X-Ray
Kung Lao gira con su aura shield haciendo volar a su rival, lo toma del brazo y le da un manotazo al cuello partiéndoselo y luego le da otro fuerte golpe en la nuca generando traumatismos.

#### Finishers
- Hat Trick: Fusión de las dos fatalities de Kung Lao en MK2, en donde primero lanza su sombrero decapitando a su oponente, luego toma su sombrero y realiza un profundo corte vertical que parte al oponente en dos.
- Saw: Kung Lao lanza su sombrero al suelo, este queda clavando pero girando como una sierra, luego de derribar a su oponente lo toma de las piernas hacia el sombrero y lo parte al medio, festeando con una mitad del cuerpo del oponente en cada mano.
- Babality: Kung Lao bebé lanza su sombrero, este regresa pero Kung Lao lo esquiva, y tras el sombrero viene un perro monstruo que lo derriba, lo que provoca el berrinche del shaolin.

### Mortal Kombat X
En este juego es retornado por Quan Chi para servirle a él y a Shinnok, donde es obligado a enfrentase a Raiden, Jax, Takeda y Jacqui. Además se descubre que tiene un primo, Kung Jin.
Variaciones: Hat trik, Tempest, Buzz saw.
- X-ray: Luego de unas patadas Kung Lao le arroja el sombrero al oponente incrustrándoselo en medio de la frente y rajándosela. Luego arroja al oponente contra el piso (habiéndolo tomado del sombrero) rompiéndole brutalmente la columna, luego se teletransporta recibiendo al enemigo con un rodillazo en el estómago rompiéndole las costillas.
- Face Grind: Kung Lao hace deslizar su sombrero en el suelo, al estilo de una sierra detrás del rival, luego lo tumba boca abajo el cual se resiste pero Kung Lao le pisa la cabeza causando que se le corte en dos al contacto con el sombrero.
- Flower Pot: Kung Lao decapita al contrincante haciendo volar la cabeza por los aires, entonces con el sombrero rebana el torso en cuatro partes y cuando la cabeza le cae encima el cuerpo se abre en forma de flor y se desprende quedando en el suelo.

### Mortal Kombat 11
En Mortal Kombat 11 la fusión del tiempo trae a las versiones del segundo torneo de Mortal Kombat al presente, entre ellos Kung Lao, quien se entera de que en dicho presente es un esclavo del Netherrealm. Él y Liu Kang van a la Academia Wu Shi a defender un ataque del Netherrealm, venciendo a Scorpion, Jade, sus contrapartes Retornadas y a Geras. Luego ambos cooperan con Kitana para obtener la ayuda de Baraka y los tarkatanos para vencer a Shao Kahn y salvar a Kotal Kahn. Más tarde Kung Lao junto con Los Shaolin, las Fuerzas Especiales y la mayoría de razas del Outworlld atacan la fortaleza de Kronika, pero Kronika logra reiniciar el tiempo y Kung Lao cae presa de esto, a excepción de su retornado que pelea con el ahora Liu Kang Dios del Trueno y del Fuego pero es derrotado.

### Mortal Kombat 11: Aftermath
En el ataque a la Fortaleza de Kronika, Kung Lao se enfrenta a Sindel y Shao Kahn pero es derrotado por uno de los dos (dependiendo la decisión del jugador) y lanzado al Mar de la Sangre pero no se sabe si sobrevivió. En el final, Kung Lao Retornado se enfrenta a Shang Tsung intentando defender a Kronika, pero el hechicero lo derrota transformándose en él y le rompe el cuello parecido a como hizo Shao Kahn.